# یواس‌سی‌جی‌سی چینکوتاگ (دبلیوای‌وی‌پی-۳۷۵)
یواس‌سی‌جی‌سی چینکوتاگ (دبلیوای‌وی‌پی-۳۷۵) (به انگلیسی: USCGC Chincoteague (WAVP-375)) یک کشتی بود. این کشتی در سال ۱۹۴۲ ساخته شد.